# El juego de la muerte (serie de televisión)
El juego de la muerte (en hangul, 이재, 곧 죽습니다; McCune-Reischauer, Ijae, kot chuksŭmnida; literalmente, «Yi-jae, vas a morir pronto») es una serie de televisión surcoreana de fantasía y reencarnación escrita y dirigida por Ha Byung-hoon, y protagonizada por Seo In-guk y Park So-dam. Basada en el homónimo webtoon de Lee Won-sik y Ggulchan, que se serializó en Naver en 2019, describe la historia de una persona que, en medio de la frustración, comienza una nueva vida con la muerte. Es una serie original de TVING y está disponible para la transmisión en su plataforma, y también en Amazon Prime Video en algunos países del mundo.
La serie se dividió en dos partes: la primera se lanzó el 15 de diciembre de 2023, y la segunda el 5 de enero de 2024 a las 12:00 (hora local coreana).

## Sinopsis
La serie cuenta la historia de Choi Yi-jae (Seo In-guk), quien al estar a punto de caer al infierno, experimenta la muerte y la reencarnación doce veces debido al juicio de la Muerte (Park So-dam).

## Reparto

### Principal
- Seo In-guk como Choi Yi-jae, un hombre que perdió las ganas de vivir después de haber pasado siete años buscando trabajo deseperadamente sin encontrarlo.[5][6]
- Park So-dam como la Muerte: un ser misterioso que condena a Yi-jae a doce ciclos de muerte y reencarnación antes de caer al infierno.[5]

#### Reencarnaciones de Yi-jae
- Choi Si-won como Park Jin-tae, segundo hijo de 33 años y sucesor del Grupo Taekang.[7]
- Sung Hoon como Song Jae-seop, un atleta de deportes extremos de 38 años.[8]
- Kim Kang-hoon como Kwon Hyuk-soo, un estudiante de secundaria de 17 años que es el objetivo de los matones escolares.[9]
- Jang Seung-jo como Lee Joo-hoon, un reparador de organizaciones secretas de 35 años que resuelve la solicitud de cualquier cliente.[8]
- Lee Jae-wook como Cho Tae-sang, un aspirante a luchador de artes marciales mixtas de 21 años que abandonó su sueño debido a las circunstancias de su familia y al estar encarcelado por algún motivo.[10]
- Lee Do-hyun como Jang Geon-woo, un apuesto modelo y rompecorazones de 24 años que llama la atención de todos dondequiera que vaya.[11][12]
- Kim Jae-wook como Jung Kyoo-cheol, un pintor misterioso de 34 años que nació en una familia común y corriente.[13]
- Oh Jung-se como Ahn Ji-hyung, un detective de 42 años que quería convertirse en un gran policía, como su padre.[14]
- Kim Won-hae como un vagabundo.[15]
- Kim Mi-kyung como la madre de Yi-jae.[16]

### Secundario
- Kim Ji-hoon como Park Tae-woo, el primogénito y director ejecutivo de Taekang Group.[17]
- Go Youn-jung como Lee Ji-soo, una novelista que tenido una relación con Yi-jae desde que eran estudiantes universitarios.[18][19]
- Yoo In-soo como Lee Jin-sang, compañero de clase de Hyuk-soo y matón de la escuela.[20]
- Choi Woo-jin como Woo Ji-hoon, detective de homicidios y júnior de Ji-hyung.[21][22]
- Oh Ji-yool como Woo Seul-gi, la hija de Ji-hoon.[23]

### Otros
- Nam Kyung-eup como el presidente Park, padre de Tae-woo y Jin-tae, y fundador de Taekang Group.[24]
- Kim Geon-ho como oficinista/la undécima reencarnación de Yi-jae.
- Kim Ha-eon como Jin-tae de joven.
- Jung Min-joon como Tae-woo de joven.
- Kim Beop-rae como Boss.[25][26]
- Jeon Seung-hoon como Na Tae-seok.
- Seo In-geol como Kim Sung-hyup.
- Seo Woo-hyuk como Han Joon-sang.
- Bae Kang-hee como Kim Eun-jae.
- Han Ye-ji como Park Min-ji.
- Lim Ji-gyu como el Sr. Kim, la mano derecha de Tae-woo.[27]
- Jung Young-joo como Kim Ji-young.
- Bae Ji-won como Kim Jin-woo.
- Kim Han-sol como Yi-jae de joven.

### Apariciones especiales
- Kim Sung-cheol como Kim Hyun-soo (episodio 1).[28]
- Ryeoun como PD más joven (episodio 1).[28]

## Episodios
| Parte | Episodios | Fecha de estreno        |
| ----- | --------- | ----------------------- |
| 1     | 1-4       | 15 de diciembre de 2023 |
| 2     | 5-8       | 5 de enero de 2024      |

| N.º | Título                                                            | Fecha de emisión original | Hangul                                       |
| --- | ----------------------------------------------------------------- | ------------------------- | -------------------------------------------- |
| 1 | «Muerte»                                                          | 15 de diciembre de 2023   | 죽음                                         |
| Choi Yi-jae está camino de su última entrevista en el Grupo Taekang antes de graduarse, pero su vida cambia después de que un hombre muere frente a él. Después de luchar durante siete años buscando trabajo, Yi-jae finalmente decide acabar con su propia vida y saltar desde un edificio. Se despierta en el cuerpo de alguien, sentado en un lujoso avión, y se encuentra con un ser misterioso llamado Muerte. Sintiéndose insultada por la última voluntad de Yi-jae, la Muerte lo castiga a morir doce veces, y su alma ocupará los cuerpos de doce individuos que se acercan a una muerte inminente. Si evita la muerte del cuerpo en el que entra, podrá vivir con él el resto de su vida. Yi-jae se niega a vivir de nuevo, luego aparece un orbe flotante que le transfiere los recuerdos y habilidades del propietario original del cuerpo. Yi-jae decide vivir de nuevo después de ver los recuerdos de Park Jin-tae, quien es un heredero chaebol del Grupo Taekang. Sin embargo, Jin-tae muere poco después de que explotara el avión. Luego, Yi-jae ingresa al cuerpo de Song Jae-seop, quien participa en un desafío para aterrizar de manera segura sin paracaídas con una recompensa de 300 mil millones de wones. Sin embargo, muere tan pronto como cae al suelo .              |                                                                   |                           |                                              |
| 2 | «¿Por qué ir al infierno?»                                        | 15 de diciembre de 2023   | 지옥에 가는 이유                             |
| El pecado de Yi-jae es lo suficientemente grande como para enojar incluso a Dios, y debe descubrir cuál es ese pecado. Pero si no logra resolverlo, irá al infierno, incluso después de sobrevivir a las muertes restantes. Entra en el cuerpo de Kwon Hyeok-su, un estudiante de secundaria que está siendo intimidado implacablemente por Lee Jin-sang. Mientras encuentra una manera de sobrevivir, regresa a la casa de Hyeok-su y de repente recuerda a su madre. Recuerda su pasado y solo quiere tener un trabajo, casarse y formar una familia como todos los demás. Su plan para convertir a Jin-sang en un paria es un éxito, y cuando todo va bien, Jin-sang, quien fue muy humillado por su caída, ataca y golpea repetidamente a Hyeok-su en la cabeza con un ladrillo hasta que muere, y Yi-jae no logra sobrevivir por tercera vez. Luego entra en el cuerpo de Lee Ju-hun, quien es capturado después de robar el dinero del jefe pero escapa en una motocicleta. La organización está persiguiendo a Ju-hun. |                                                                   |                           |                                              |
| 3 | «La muerte no quita nada»                                         | 15 de diciembre de 2023   | 죽음은 아무것도 가져가지 못한다              |
| Ahora como Ju-hun, Yi-jae logra sobrevivir y escapar de la persecución, y se encuentra con su amante y planea fugarse con ella con el dinero. Sin embargo, la amante lo traicionó y le dispara en la cabeza, y Yi-jae no logra escapar de la muerte por cuarta vez. A continuación se reencarna como Cho Tae-sang, un exluchador de artes marciales mixtas que fue encarcelado por un accidente de tráfico con resultado de muerte, pero, de hecho, Tae-sang no era el verdadero culpable y solo estaba aceptando la oferta de un abogado para asumir la pena por otra persona a cambio de dinero. Casualmente, uno de los compañeros de celda de Tae-sang es Lee Jin-sang, quien fue declarado culpable de asesinar a Hyeok-su. Tae-sang logra vengarse de Jin-sang. Sin embargo, cuando Tae-sang amenaza a su abogado con revelar la verdad, algunos prisioneros reciben dinero a cambio de asesinar a Tae-sang. Él logra sobrevivir y es liberado cuatro días después de que Yi-jae haya entrado en su cuerpo. Sin embargo, tras su liberación, Tae-sang es asesinado por su compañero de celda, a quien también le habían pagado en secreto para matarlo, lo que representa el quinto fracaso de Yi-jae para evadir la muerte. En su sexta vida, Yi-jae se despierta como un bebé de cinco meses. |                                                                   |                           |                                              |
| 4 | «¿Por qué tienes miedo a la muerte?»                              | 15 de diciembre de 2023   | 죽음이 두려운 이유                           |
| El bebé fue asesinado por sus padres, quienes lo descuidaron y abusaron de él. La séptima vida de Yi-jae comienza inmediatamente y entra en el cuerpo del famoso y apuesto modelo llamado Jang Geon-u. Luego recupera el dinero malversado que Ju-hun le robó a su jefe. En la cafetería, Yi-jae se reencuentra con su primer amor, Lee Ji-su, quien se ha convertido en novelista y publica una novela premiada basada en su relación romántica, a pesar de su ruptura. Se da cuenta de que Ji-su todavía lo ama y lamenta tanto la ruptura como la decisión de suicidarse, ya que su madre y Ji-su están de luto por su muerte. Yi-jae finalmente revela a Ji-su su verdadera identidad y que sus historias de reencarnaciones y muertes son ciertas, y justo cuando Yi-jae estaba a punto de seguir diciéndole a Ji-su la verdad, un coche atropella y mata a Ji-su,dejando a Geon-u gravemente herido. El conductor resulta ser el hermano de Jin-tae y director ejecutivo del Grupo Taekang, Park Tae-u, quien está conectado con él y los cuatro cuerpos en los que ingresó. Después de que Tae-u lo mató, Yi-jae despierta nuevamente en el purgatorio y jura venganza contra Tae-u. Se enfrenta a la Muerte y le apunta con el arma a la frente antes de que se escuche un disparo.           |                                                                   |                           |                                              |
| 5 | «Es imposible romper el marco de la muerte y luchar contra ella.» | 5 de enero de 2024        | 죽음의 틀을 깨고 죽음과 싸우는 건 불가능하다 |
| La Muerte, que no murió por el disparo, se burla de Yi-jae mientras este llora la muerte de Ji-su, quien estaba destinado a morir en manos de Tae-u en un accidente automovilístico. Yi-jae planea matar a Tae-u para vengar a Ji-su, pero la Muerte le advierte que lo sentenciará al infierno si comete un asesinato antes de dispararle. Yi-jae renace como Jeong Gyu-cheol, un talentoso pintor y asesino en serie que ha matado a quince personas y ha usado su sangre para crear sus obras de arte. Cuando Tae-u se ofrece a comprarle un cuadro nuevo, Yi-jae lo ve como una oportunidad para acercarse a Tae-u. Lleva a Tae-u a la mansión y al estudio de arte de Gyu-cheol, con la intención de matarlo y desmembrarlo usando el método de Gyu-chul. Sin embargo, debido a un tumor cerebral que padece Gyu-cheol, Yi-jae se desmaya y es atado a una mesa, donde Tae-u le corta brutalmente las extremidades antes de matarlo. La Muerte se burla de Yi-jae por sufrir la muerte más brutal que ha experimentado hasta ahora, pero él se echa a reír porque, en verdad, filmó en secreto el asesinato de Gyu-chul como prueba para derribar a Tae-u. |                                                                   |                           |                                              |
| 6 | «Memoria»                                                         | 5 de enero de 2024        | 기억                                         |
| En la novena vida de Yi-jae, entra en el cuerpo de An Ji-hyeong, quien es un detective de policía, como lo fue su padre, que aspiraba a ser un gran policía. Sin embargo, antepuso su vida sobre su deber, lo que provocó la desaprobación de sus colegas. Yi-jae, bajo la personalidad de Ji-hyeong, arresta al asesino de Tae-sang y es elogiado por el público. Yi-jae va a la mansión de Gyu-chul para recopilar pruebas de que Tae-u asesinó a Gyu-chul, además de desvelar los crímenes de Gyu-cheol. Luego, Yi-jae se acerca a Tae-u y promete llevarlo ante la justicia, pero el director de un canal de televisión encubre la verdad. Tae-u se entrega por el asesinato de Gyu-cheol y miente acerca de ser un sobreviviente del asesino en serie. Después de que Tae-u sea liberado por falta de pruebas, Yi-jae denuncia todos sus crímenes con las que ha reunido usando sus recuerdos del pasado. Luego envía a Tae-u en un avión que explotaba como si hubiera matado a su hermano menor Jin-tae, pero le da la oportunidad de sobrevivir usando un paracaídas. Cuando Yi-jae está a punto de asfixiar a Tae-u, el recuerdo de Ji-su lo detiene. Yi-jae decide simplemente irse, pero Tae-u intenta matarlo antes de que un camión embista su vehículo.                                 |                                                                   |                           |                                              |
| 7 | «Oportunidad»                                                     | 5 de enero de 2024        | 기회                                         |
| Tae-u pierde las piernas y queda en estado medio vegetativo debido a un accidente. Yi-jae, que quería venganza, denuncia los crímenes de Tae-u y arresta a quienes ayudaron a encubrirlos. Luego, Yi-jae vive como Ji-hyeong durante unos meses antes de sacrificarse para salvar a un colega. Renace como un vagabundo y asiste al funeral de Ji-hyeong, quien es recordado como un detective heroico e icono de la justicia. Yi-jae, que para entonces ya no espera seguir experimentando los ciclos de muerte y encarnación, se desespera antes de caer accidentalmente de un tramo de escaleras y morir de nuevo. Posteriormente, Yi-jae se convierte en un oficinista común y corriente, que es la misma persona a la que vio morir hace siete años. Después de morir, Yi-jae se enfrenta a la Muerte, quien le dice que le queda una última vida. Yi-jae decide poner fin a su vida y dirigirse al infierno, sin encontrar ninguna razón para vivir. Después de que la Muerte dispara la última bala, Yi-jae vuelve a despertar y, para su horror, se encuentra renaciendo como su madre. |                                                                   |                           |                                              |
| 8 | «No busques la muerte, la muerte te encontrará»                   | 5 de enero de 2024        | 죽음을 찾지 말라. 죽음이 당신을 찾을 것이다  |
| Yi-jae se pone histérico después de ver los recuerdos de su madre, incluida su angustia por su muerte, y se da cuenta del dolor que él le causó. También se da cuenta de que esto es lo que la Muerte está tratando de hacerle comprender: que su pecado lo llevó a una muerte prematura, causando dolor y sufrimiento a sus seres queridos. Yi-jae descubre la capacidad de recuperación de su madre a pesar de sus tiempos difíciles y su arrepentimiento por no haber sido una mejor madre, lo que le hace sentir un remordimiento más profundo por sus acciones. Yi-jae decide ir de excursión a una montaña donde su madre y su difunto padre solían ir cuando eran jóvenes, y aunque ocurre un accidente, Yi-jae sobrevive y vive otros 32 años en el cuerpo de su madre antes de morir finalmente, de una muerte en paz. Al reunirse con la Muerte, Yi-jae quiere otra oportunidad de volver a vivir como él mismo para compensar el sufrimiento que soportó su madre. Sintiéndose conmovida porque Yi-jae finalmente se da cuenta de su pecado, la Muerte acepta permitirle vivir como Yi-jae nuevamente y declara que su castigo ha terminado. La escena termina con Yi-jae parado en el mismo edificio donde saltó a la muerte y atendió la llamada telefónica de su madre.                 |                                                                   |                           |                                              |

## Producción

### Desarrollo
Desarrollada bajo el título provisional Voy a morir pronto (이제 곧 죽습니다, Ije got jukseumnida), El juego de la muerte fue escrito y dirigido por Ha Byung-hoon, quien anteriormente había trabajado en las series 18 Again de JTBC y Go Back de KBS2. La trama se basa en el webtoon del mismo nombre de Lee Won-sik y Ggulchan. SLL, Studio N y Saram Entertainment se encargaron de la producción de la serie. Estaba previsto que fuera una serie de JTBC y que se transmitiría en este canal y a través de TVING.
El 13 de enero de 2023 el director Ha anunció que la producción se encontraba en la fase de cierre de las audiciones, que el rodaje comenzaría en febrero y que duraría unos seis meses.
El 31 de mayo del mismo año Dexter Studios anunció que había recibido un pedido de tecnología VFX para la serie con un presupuesto total de 3350 millones de wones. El período de validez del contrato era del 31 de mayo de 2023 al 31 de enero de 2024. Un portavoz declaró al respecto: «Los efectos visuales especiales se utilizarán ampliamente en varias escenas, ya que el personaje principal se coloca en diferentes entornos y condiciones cada vez que vive sus doce vidas», y agregó que «la delicada tecnología contribuirá a los elementos de fantasía y la atmósfera misteriosa del drama».

### Audiciones
El papel de Choi Yi-jae se ofreció en un primer momento a Kang Ha-neul.
El 8 de febrero de 2023 Seo In-guk y Park So-dam fueron confirmados como los protagonistas de la serie. El 21 de febrero, Joy News 24 informó que los actores habían realizado una lectura completa del guion el día 14, y Seo comenzó a rodar el día 20. Este papel marca el regreso de Park a la pantalla chica desde Record of Youth de tvN en 2020, tiempo durante el que se tomaba una pausa para recuperarse del cáncer papilar de tiroides que padecía.
El 4 de agosto de 2023 TVING lanzó un vídeo del elenco completo de estrellas: Seo, Park, Kim Ji-hoon, Choi Si-won, Sung Hoon, Kim Kang-hoon, Jang Seung-jo, Lee Jae-wook, Lee Do-hyun, Go Youn-jung, Kim Jae-wook y Oh Jung-se.

## Banda sonora original

### Álbum
El álbum de la banda sonora de Death's Game se lanzó el 11 de enero de 2024; contiene todos los sencillos y pistas de fondo de la serie.

#### Pistas
| N.º | Título                                                                                | Letras        | Música        | Artista    | Duración |  |
| 1.  | «Even If There's No Miracle» (기적은 없어도)                                          | Seo Dong-sung | Park Sung-il  | Seo In-guk | 4:00     |  |
| 2.  | «It's a Lie» (거짓말인데)                                                             | Seo Dong-sung | Park Sung-il  | Sondia     | 3:34     |  |
| 3.  | «A Day's Greeting» (오늘이 하는 말)                                                   | Lee Chi-hoon  | Park Sung-il  | Sondia     | 4:54     |  |
| 4.  | «Guilty of Coming to Find Death» (죽음은 먼저 찾아온 죄)                              |               | Sim Hyung-bo  |            | 2:50     |  |
| 5.  | «Main Theme of Death's Game»                                                          |               | Park Sung-il  |            | 2:45     |  |
| 6.  | «Death's Game» (이재, 곧 죽습니다)                                                    |               | Park Sung-il  |            | 2:41     |  |
| 7.  | «The Orb of Memory» (기억의 구슬)                                                     |               | Judah Earl    |            | 2:06     |  |
| 8.  | «A Death by Design» (계획된 죽음)                                                     |               | Sim Hyung-bo  |            | 3:21     |  |
| 9.  | «Ephemeral Symphony» (한 번의 삶)                                                     |               | Park Sung-il  |            | 3:19     |  |
| 10. | «Death is Merely a Means to End My Pain» (죽음은 그저 내 고통을 끝낼 도구에 불과하다) |               | Sim Hyung-bo  |            | 3:13     |  |
| 11. | «Self-Imposed Punishment» (스스로에게 내린 벌)                                        |               | Lee Sang-min  |            | 2:31     |  |
| 12. | «We Begin the Hunt» (사냥을 시작한다)                                                 |               | Judah Earl    |            | 2:30     |  |
| 13. | «The Dog That Bit his Master» (주인을 배신한 개)                                      |               | Kim Sung-jong |            | 2:31     |  |
| 14. | «Devil vs Devil» (악마 vs 악마)                                                       |               | Kim Yoo-kyung |            | 3:07     |  |
| 15. | «The Origin of All Deaths» (모든 죽음의 시작)                                         |               | Sim Hyung-bo  |            | 3:13     |  |
| 16. | «Those Left Behind» (남겨진 사람들)                                                   |               | Judah Earl    |            | 3:11     |  |
| 17. | «Inception of Revenge» (복수의 시작)                                                  |               | Lee Sang-min  |            | 4:33     |  |
| 18. | «A Day Where Nothing Goes Right» (되는 게 하나도 없는 날)                             |               | Kim Yoo-kyung |            | 3:07     |  |
| 19. | «Multiple Lives» (여러 개의 목숨)                                                     |               | Lee Sang-min  |            | 3:30     |  |
| 20. | «Shadow of Death» (죽음의 그림자)                                                     |               | Sim Hyung-bo  |            | 3:27     |  |
| 21. | «The Devil to Kill a Devil» (악마로 악마를 죽인다)                                    |               | Sim Hyung-bo  |            | 2:44     |  |
| 22. | «The Hidden Truth of Linked Deaths» (연결된 죽음의 실체)                              |               | Lee Sang-min  |            | 4:35     |  |
| 23. | «An Eye for an Eye» (눈에는 눈)                                                       |               | Lee Sang-min  |            | 3:10     |  |
| 24. | «Living in Fear Isn't Real Life» (두려움에 떠는 인생은 지짜 인생이 아니다)            |               | Judah Earl    |            | 3:06     |  |
| 25. | «1201»                                                                                |               | Kim Yoo-kyung |            | 3:08     |  |
| 26. | «The Way to Escape Death» (죽음을 벗어나는 방법)                                      |               | Judah Earl    |            | 2:30     |  |
| 27. | «To You in the Future» (미래의 너에게)                                                |               | Park Sung-il  |            | 1:53     |  |

## Estreno
TVING confirmó en noviembre de 2023 que la fecha de lanzamiento de Death's Game sería el 15 de diciembre de 2023.
El 18 de noviembre de 2023 se anunció que la serie estaría disponible también en la plataforma Prime Video para 240 países y territorios, excluidas China y Corea del Sur.
La serie se dividió en dos partes: la primera, con los episodios 1 al 4, se lanzó el 15 de diciembre de 2023, mientras que la segunda, con los cuatro episodios restantes, se lanzó el 5 de enero de 2024, a las 12:00 (hora local coreana).

## Recepción

### Crítica
Kim Hyun-seung, de Cine21, escribió que «muchas obras han tratado sobre la otra vida, pero la visión del mundo construida por El juego de la muerte es bastante novedosa». Añadió que la serie «está recibiendo críticas favorables sobre CG, algo poco común en Corea del Sur» y se mostró «un poco decepcionado de que todas las narrativas se basen en efectos visuales».

### Audiencia
Amazon Prime Video informó que la serie había sido un tema candente en todo el mundo desde el lanzamiento de la parte 1 el día 15. Fue el programa más visto en Indonesia y Tailandia y entró entre los diez primeros en 43 países de todo el mundo, incluidos Australia, Brasil, Japón, Malasia, Perú, Filipinas, Singapur y Taiwán, en diciembre de 2023.